# Iceland International 2020
Die Iceland International 2020 im Badminton fanden vom 23. bis zum 26. Januar 2020 in der TBR-Halle in Reykjavík statt.

## Sieger und Platzierte
| Disziplin    | Gold                          | Silber                                 | Bronze                                      |
| ------------ | ----------------------------- | -------------------------------------- | ------------------------------------------- |
| Herreneinzel | Fathurrahman Fauzi            | Tomas Toledano                         | Christopher Klauer                          |
| Herreneinzel | Fathurrahman Fauzi            | Tomas Toledano                         | Søren Toft Hansen                           |
| Dameneinzel  | Rachel Sugden                 | Gauri Shidhaye                         | Aleksandra Chushkina                        |
| Dameneinzel  | Rachel Sugden                 | Gauri Shidhaye                         | Clara Lassaux                               |
| Herrendoppel | Anton Monnberg Jesper Paul    | Davíð Bjarni Björnsson Kári Gunnarsson | Jesper Borgstedt Yap Khai Quan              |
| Herrendoppel | Anton Monnberg Jesper Paul    | Davíð Bjarni Björnsson Kári Gunnarsson | Rasmus Skovborg Søren Toft Hansen           |
| Damendoppel  | Asmita Chaudhari Pamela Reyes | Annie Lado Holly Williams              | Nika Arih Jerca Bajuk                       |
| Damendoppel  | Asmita Chaudhari Pamela Reyes | Annie Lado Holly Williams              | Juliana Karitas Johannsdottir Karolina Prus |
| Mixed        | Alex Green Annie Lado         | Joshua Apiliga Rachel Sugden           | Daniel Johannesson Sigríður Árnadóttir      |
| Mixed        | Alex Green Annie Lado         | Joshua Apiliga Rachel Sugden           | Cholan Kayan Asmita Chaudhari               |

## Ergebnisse

### Herreneinzel Qualifikation
- Joan Monroy –  Sebastian Vignisson: 21-5 / 21-4
- Johan Azelius –  Brynjar Mar Ellertsson: 21-10 / 21-4
- Michal Walentek –  David Orn Hardarson: 21-3 / 21-10
- Mads Juel Møller –  Tilen Zalar: 17-21 / 21-12 / 21-11
- Alex Lanier –  Elis Thor Dansson: 21-10 / 21-7
- Andis Berzins –  Saurya Singh: 21-23 / 21-18 / 21-18
- Ernesto Baschwitz –  Einar Sverrisson: 21-9 / 21-10
- Adam Stewart –  Eysteinn Hognason: 21-17 / 21-7
- Mihkel Laanes –  Kristjan Adalsteinsson: 21-8 / 21-12
- Daniel Johannesson –  Toke Ketwa-Driefer: 21-15 / 21-12
- Jesper Borgstedt –  Andrew Jones: 21-15 / 21-16
- Sequssuna Fleischer Schmidt –  Steinthor Emil Svavarsson: 21-17 / 21-17
- Jonas Baldursson –  Wee Chin Ang: 18-21 / 21-9 / 21-15
- Cholan Kayan –  Emil Johansson: 21-16 / 16-21 / 22-20
- Rasmus Careø Christensen –  Gudmundur Adam Gigja: 21-6 / 21-6
- Marcus Boman –  Eidur Isak Broddason: 21-15 / 21-9
- Theo Lanier –  Bjarni Thor Sverrisson: 21-13 / 21-13
- Viktor Aglinder –  Joshua Apiliga: 21-16 / 16-21 / 21-17
- Adrien Slegers –  Sigurdur Patrik Fjalarsson: 21-8 / 21-4
- Rasmus Skovborg –  Kristian Oskar Sveinbjornsson: 21-10 / 21-8
- Marcus Jansson –  Andri Broddason: 21-11 / 21-14
- Taatsi Pedersen –  Gabriel Ingi Helgason: 21-17 / 21-15
- Sid Palakkal –  Callum Smith: w.o.
- Fathurrahman Fauzi –  Christopher Vittoriani: w.o.
- Sigurdur Edvard Olafsson –  Siddhesh Hudekar: w.o.
- Gavin Kirby –  Robert Thor Henn: w.o.
- Gustav Nilsson –  Carlos Piris: w.o.
- Stefan Arni Arnarsson –  Simon Knutsson: w.o.
- Robert Ingi Huldarsson –  Tomas Toledano: w.o.
- Sid Palakkal –  Johan Azelius: 22-20 / 15-21 / 21-15
- Mads Juel Møller –  Michal Walentek: 21-10 / 21-10
- Fathurrahman Fauzi –  Alex Lanier: 21-16 / 21-15
- Ernesto Baschwitz –  Adam Stewart: 21-18 / 21-10
- Mihkel Laanes –  Daniel Johannesson: 21-17 / 18-21 / 21-16
- Jesper Borgstedt –  Sequssuna Fleischer Schmidt: 21-13 / 20-22 / 21-9
- Cholan Kayan –  Jonas Baldursson: 21-17 / 19-21 / 21-14
- Sigurdur Edvard Olafsson –  Gavin Kirby: 21-14 / 21-17
- Rasmus Careø Christensen –  Marcus Boman: 22-20 / 21-14
- Theo Lanier –  Gustav Nilsson: 21-8 / 21-13
- Viktor Aglinder –  Stefan Arni Arnarsson: 21-8 / 21-7
- Robert Ingi Huldarsson –  Adrien Slegers: 21-17 / 21-10
- Rasmus Skovborg –  Marcus Jansson: 21-17 / 21-17
- Joan Monroy –  Karl Kert: w.o.
- Taatsi Pedersen –  Samuel Cassar: w.o.
- Sid Palakkal –  Joan Monroy: 21-11 / 21-19
- Fathurrahman Fauzi –  Mads Juel Møller: 21-11 / 21-17
- Ernesto Baschwitz –  Andis Berzins: 21-15 / 21-13
- Mihkel Laanes –  Jesper Borgstedt: 21-19 / 22-20
- Cholan Kayan –  Sigurdur Edvard Olafsson: 21-8 / 21-8
- Rasmus Careø Christensen –  Theo Lanier: 18-21 / 21-12 / 21-18
- Viktor Aglinder –  Robert Ingi Huldarsson: 21-16 / 21-17
- Rasmus Skovborg –  Taatsi Pedersen: 21-10 / 21-11

### Herreneinzel
- Alex Lane –  Rasmus Careø Christensen: 21-7 / 21-9
- Khai Quan Yap –  Andrew Rouse: 21-15 / 21-13
- Karl Kert –  Rasmus Skovborg: 23-21 / 21-15
- Søren Toft Hansen –  Justus Kilpi: 21-11 / 21-14
- Mihkel Laanes –  Ernesto Baschwitz: 21-10 / 15-21 / 21-11
- Carlos Piris –  Andreas Hoffmann: 21-16 / 21-14
- Ethan Rose –  Jesper Paul: 21-19 / 21-11
- Yonathan Levit –  Robert Thor Henn: 21-13 / 21-15
- Cholan Kayan –  David Walsh: 21-10 / 21-14
- Christopher Klauer –  Robert Mann: 21-12 / 21-17
- Mikkel Enghøj –  Sid Palakkal: 21-14 / 21-14
- Matthew Abela –  Samuel Cassar: 21-15 / 21-14
- Heng Lin Ngan –  Jens-Frederik Nielsen: 21-13 / 21-9
- Tomas Toledano –  Kári Gunnarsson: 21-11 / 12-21 / 21-11
- Fathurrahman Fauzi - Cristian Savin: w.o.
- Viktor Aglinder –  Thomas Sibbald: w.o.
- Alex Lane –  Khai Quan Yap: 21-18 / 21-17
- Søren Toft Hansen –  Mihkel Laanes: 21-11 / 21-11
- Carlos Piris –  Viktor Aglinder: 21-19 / 21-17
- Yonathan Levit –  Ethan Rose: 10-21 / 21-16 / 21-14
- Christopher Klauer –  Cholan Kayan: 23-21 / 13-21 / 21-17
- Mikkel Enghøj –  Matthew Abela: 21-11 / 21-10
- Tomas Toledano –  Heng Lin Ngan: 21-13 / 21-19
- Fathurrahman Fauzi –  Karl Kert: w.o.
- Fathurrahman Fauzi –  Alex Lane: 21-15 / 21-16
- Søren Toft Hansen –  Carlos Piris: 21-14 / 21-13
- Christopher Klauer –  Yonathan Levit: 21-15 / 21-19
- Tomas Toledano –  Mikkel Enghøj: 14-21 / 21-10 / 21-12
- Fathurrahman Fauzi –  Søren Toft Hansen: 21-19 / 19-21 / 21-18
- Tomas Toledano –  Christopher Klauer: 21-17 / 21-15
- Fathurrahman Fauzi –  Tomas Toledano: 21-14 / 21-16

### Dameneinzel Qualifikation
- Weronika Gorniak –  Lilja Bu: 21-10 / 21-18
- Zoé Sinico –  Tina Amassen Rafaelsen: 21-18 / 11-9
- Margret Guangbing Hu –  Nika Arih: w.o.
- Rakel Rut Kristjansdottir –  Bajuk Jerca: w.o.
- Margret Guangbing Hu –  Gauri Shidhaye: w.o.
- Zoé Sinico –  Weronika Gorniak: w.o.

### Dameneinzel
- Gauri Shidhaye –  Nina Kotar: 21-17 / 21-11
- Zoé Sinico –  Karolina Prus: 21-12 / 21-8
- Erin Waddell –  Margret Guangbing Hu: 21-18 / 21-11
- Aleksandra Chushkina –  Solrun Anna Ingvarsdottir: 21-9 / 21-8
- Nika Arih –  Juliana Karitas Johannsdottir: 21-11 / 21-12
- Gerda Voitechovskaja –  Rakel Rut Kristjansdottir: 21-6 / 21-4
- Helis Pajuste –  Sigríður Árnadóttir: 21-11 / 21-13
- Pamela Reyes –  Weronika Gorniak: 21-12 / 21-11
- Una Berga –  Lovisa Neuber: 21-15 / 21-8
- Clara Lassaux –  Bjork Orradottir: 21-4 / 21-7
- Bajuk Jerca –  Tina Amassen Rafaelsen: 21-7 / 13-21 / 21-7
- Thea Geil - Elena-Alexandra Diordiev: 23-21 / 21-12
- Amy Hayhoe –  Rebecca Kuhl: w.o.
- Þórunn Eylands –  Kate Foo Kune: w.o.
- Rachel Sugden –  Emily Beach: w.o.
- Gauri Shidhaye –  Zoé Sinico: 21-13 / 21-6
- Amy Hayhoe –  Erin Waddell: 21-7 / 21-9
- Aleksandra Chushkina –  Þórunn Eylands: 21-12 / 21-11
- Nika Arih –  Gerda Voitechovskaja: 21-14 / 21-10
- Pamela Reyes –  Helis Pajuste: 21-8 / 21-9
- Rachel Sugden –  Una Berga: 21-8 / 21-17
- Clara Lassaux –  Bajuk Jerca: 21-9 / 21-10
- Thea Geil –  Haramara Gaitan: 21-18 / 15-21 / 21-19
- Gauri Shidhaye –  Amy Hayhoe: 19-21 / 25-23 / 21-16
- Aleksandra Chushkina –  Nika Arih: 21-9 / 21-10
- Rachel Sugden –  Pamela Reyes: 21-7 / 16-21 / 23-21
- Clara Lassaux –  Thea Geil: 21-19 / 21-14
- Gauri Shidhaye –  Aleksandra Chushkina: 21-11 / 21-17
- Rachel Sugden –  Clara Lassaux: 21-10 / 21-11
- Rachel Sugden –  Gauri Shidhaye: 21-6 / 21-13

### Herrendoppel
- Alex Lanier /  Theo Lanier –  Eidur Isak Broddason /  Robert Thor Henn: 26-24 / 21-13
- Ernesto Baschwitz /  Tomas Toledano –  Jens-Frederik Nielsen /  Taatsi Pedersen: 21-12 / 21-15
- Andrew Jones /  Adam Stewart –  Elis Thor Dansson /  Bjarni Thor Sverrisson: 21-11 / 21-10
- Viktor Aglinder /  Emil Johansson –  Gabriel Ingi Helgason /  Kristian Oskar Sveinbjornsson: 21-8 / 21-10
- Karl Kert /  Mihkel Laanes –  Kristjan Adalsteinsson /  David Orn Hardarson: 21-9 / 21-17
- Alex Green /  Nathan Moore –  Gudmundur Adam Gigja /  Steinthor Emil Svavarsson: 21-8 / 21-11
- Miika Lahtinen /  Jere Övermark –  Brynjar Mar Ellertsson /  Eysteinn Hognason: 21-18 / 18-21 / 21-11
- Davíð Bjarni Björnsson /  Kári Gunnarsson –  Juha Honkanen /  Justus Kilpi: 21-16 / 21-19
- Rasmus Skovborg /  Søren Toft Hansen –  Robert Ingi Huldarsson /  Sigurdur Edvard Olafsson: 21-14 / 21-12
- Toke Ketwa-Driefer /  Sequssuna Fleischer Schmidt –  Stefan Arni Arnarsson /  Gustav Nilsson: 21-18 / 21-12
- Bjarki Stefansson /  Daniel Thomsen –  Joshua Apiliga /  Callum Smith: w.o.
- Anton Monnberg /  Jesper Paul –  Alex Lanier /  Theo Lanier: 21-19 / 18-21 / 21-13
- Ernesto Baschwitz /  Tomas Toledano –  Andri Broddason /  Einar Sverrisson: 21-12 / 21-10
- Jesper Borgstedt /  Khai Quan Yap –  Andrew Jones /  Adam Stewart: 21-11 / 22-20
- Davíð Bjarni Björnsson /  Kári Gunnarsson –  Jonas Baldursson /  Daniel Johannesson: 13-21 / 21-18 / 22-20
- Rasmus Skovborg /  Søren Toft Hansen –  Toke Ketwa-Driefer /  Sequssuna Fleischer Schmidt: 21-7 / 21-16
- Joan Monroy /  Carlos Piris –  Bjarki Stefansson /  Daniel Thomsen: 21-12 / 21-12
- Viktor Aglinder /  Emil Johansson –  Karl Kert /  Mihkel Laanes: w.o.
- Alex Green /  Nathan Moore –  Miika Lahtinen /  Jere Övermark: w.o.
- Anton Monnberg /  Jesper Paul –  Ernesto Baschwitz /  Tomas Toledano: 21-9 / 21-18
- Jesper Borgstedt /  Khai Quan Yap –  Viktor Aglinder /  Emil Johansson: 21-14 / 22-20
- Davíð Bjarni Björnsson /  Kári Gunnarsson –  Alex Green /  Nathan Moore: 21-14 / 21-17
- Rasmus Skovborg /  Søren Toft Hansen –  Joan Monroy /  Carlos Piris: 18-21 / 21-16 / 21-19
- Anton Monnberg /  Jesper Paul –  Jesper Borgstedt /  Khai Quan Yap: 21-17 / 18-21 / 21-18
- Davíð Bjarni Björnsson /  Kári Gunnarsson –  Rasmus Skovborg /  Søren Toft Hansen: 21-16 / 21-16
- Anton Monnberg /  Jesper Paul –  Davíð Bjarni Björnsson /  Kári Gunnarsson: 26-24 / 21-14

### Damendoppel
- Nika Arih /  Bajuk Jerca –  Þórunn Eylands /  Solrun Anna Ingvarsdottir: 21-9 / 21-15
- Asmita Chaudhari /  Pamela Reyes –  Sigríður Árnadóttir /  Erla Björg Hafsteinsdóttir: 21-12 / 21-14
- Annie Lado /  Holly Williams –  Eva Margit Atladottir /  Bjork Orradottir: 21-6 / 21-2
- Juliana Karitas Johannsdottir /  Karolina Prus –  Una Hrund Orvar /  Erin Waddell: 21-17 / 18-21 / 21-15
- Annie Lado /  Holly Williams –  Juliana Karitas Johannsdottir /  Karolina Prus: 21-6 / 21-16
- Asmita Chaudhari /  Pamela Reyes –  Nika Arih /  Bajuk Jerca: w.o.
- Asmita Chaudhari /  Pamela Reyes –  Annie Lado /  Holly Williams: 21-19 / 21-15

### Mixed
- Tilen Zalar /  Nina Kotar –  Robert Thor Henn /  Þórunn Eylands: 21-12 / 21-15
- Joshua Apiliga /  Rachel Sugden –  Nathan Moore /  Holly Williams: 21-19 / 21-16
- Alex Green /  Annie Lado –  Callum Smith /  Erin Waddell: w.o.
- Daniel Johannesson /  Sigríður Árnadóttir –  Eysteinn Hognason /  Karolina Prus: 21-9 / 21-9
- Sigurdur Edvard Olafsson /  Solrun Anna Ingvarsdottir –  Kristian Oskar Sveinbjornsson /  Rakel Rut Kristjansdottir: 21-6 / 21-11
- Jonas Baldursson /  Juliana Karitas Johannsdottir –  Taatsi Pedersen /  Tina Amassen Rafaelsen: 21-9 / 21-16
- Alex Green /  Annie Lado –  Robert Mann /  Zoé Sinico: 21-7 / 21-13
- Tilen Zalar /  Nina Kotar –  Sigurdur Patrik Fjalarsson /  Eva Margit Atladottir: 21-15 / 21-11
- Cholan Kayan /  Asmita Chaudhari –  Andis Berzins /  Una Berga: 21-12 / 21-12
- Joshua Apiliga /  Rachel Sugden –  Viktor Aglinder /  Lovisa Neuber: 21-13 / 21-13
- Davíð Bjarni Björnsson /  Erla Björg Hafsteinsdóttir –  Robert Ingi Huldarsson /  Una Hrund Orvar: 21-14 / 21-11
- Daniel Johannesson /  Sigríður Árnadóttir –  Sigurdur Edvard Olafsson /  Solrun Anna Ingvarsdottir: 21-8 / 21-8
- Alex Green /  Annie Lado –  Jonas Baldursson /  Juliana Karitas Johannsdottir: 21-10 / 21-9
- Cholan Kayan /  Asmita Chaudhari –  Tilen Zalar /  Nina Kotar: 21-10 / 19-21 / 21-16
- Joshua Apiliga /  Rachel Sugden –  Davíð Bjarni Björnsson /  Erla Björg Hafsteinsdóttir: 21-10 / 21-18
- Alex Green /  Annie Lado –  Daniel Johannesson /  Sigríður Árnadóttir: 19-21 / 21-17 / 21-17
- Joshua Apiliga /  Rachel Sugden –  Cholan Kayan /  Asmita Chaudhari: 21-23 / 21-12 / 21-14
- Alex Green /  Annie Lado –  Joshua Apiliga /  Rachel Sugden: 21-19 / 21-17